# Liegfeistgroep

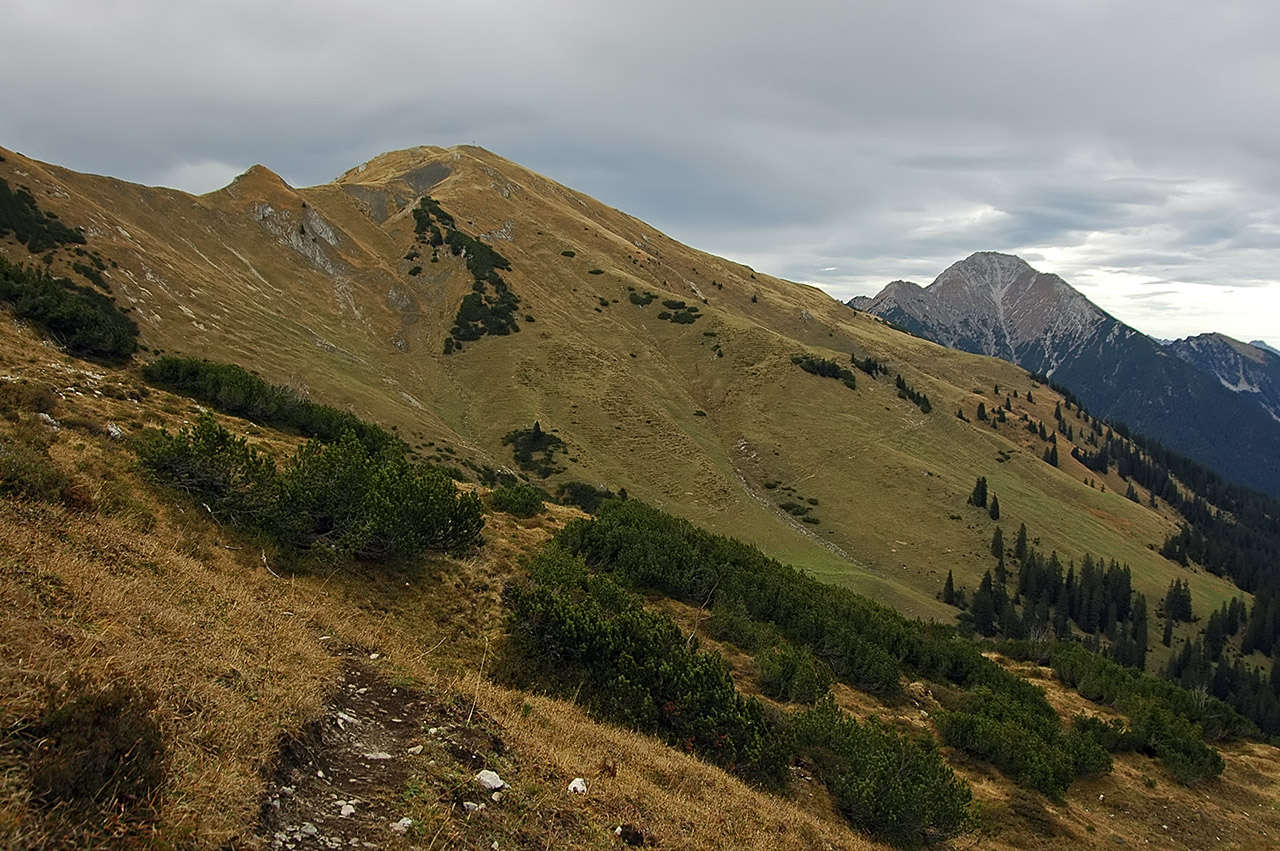
De Galtjoch (2109 meter), een van de bekendere toppen uit de Liegfeistgroep

De Liegfeistgroep (Duits: Liegfeistgruppe) is een van de negen subgroepen waarin de Oostenrijkse Lechtaler Alpen worden onderverdeeld.
De Liegfeistgroep is qua oppervlakte een van de kleinere subgroepen van de Lechtaler Alpen en ligt in zijn geheel in de deelstaat Tirol. De groep wordt begrensd door het Lechtal in het noordwesten, het Rotlechtal in het noordoosten en het Namloser Tal in het zuiden. De hoogste bergtop is de 2376 meter hoge Knittelkarspitze.

## Bergtoppen
Benoemde bergtoppen in de Liegfeistgroep zijn:
- Knittelkarspitze, 2376 meter
- Wetterkreuz, 2265 meter
- Schwarzhanskarspitze, 2227 meter
- Pleisjochspitze, 2201 meter
- Mittergrotzenspitze, 2193 meter
- Mitterkarspitze, 2191 meter
- Steinkarspitze, 2181 meter
- Dürrekopfspitze, 2157 meter
- Neualpspitze, 2143 meter
- Schönjöchl, 2114 meter
- Keil, 2111 meter
- Galtjoch, 2109 meter
- Stanzacher Pleisspitze, 2109 meter
- Wannenkopf, 2071 meter
- Schartenkopf, 2053 meter
- Rainberg, 2020 meter
- Kelmer Spitze, 2000 meter
- Hallanderberg, 1971 meter
- Mahdspitze, 1963 meter
- Abendspitze, 1962 meter
- Höbelekopf, 1752 meter